# 基耶夫勒尚
基耶夫勒尚（法語：Quiévrechain，法語發音：[kjevʁəʃɛ̃]）是法国上法蘭西大區北部省的一个市镇，属于瓦朗谢讷区。

## 地理
基耶夫勒尚（50°23'43"N, 3°40'1"E）面积4.71 平方千米，位于法国上法蘭西大區北部省，该省份为法国最北部的省份及最长的省份，西北濒北海，西接加来海峡省，南至埃纳省和索姆省，东与比利时接壤。
与基耶夫勒尚接壤的市镇（或旧市镇、城区）包括：克雷潘、卡鲁布勒、龙比和马尔希蓬、奥内勒、基耶夫蘭。

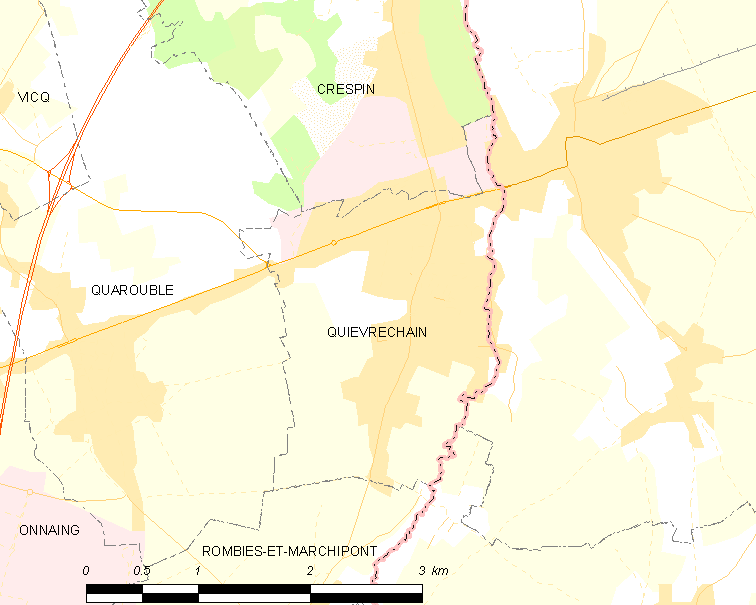
基耶夫勒尚的OSM定位图

基耶夫勒尚的时区为UTC+01:00、UTC+02:00（夏令时）。

## 行政
基耶夫勒尚的邮政编码为59920，INSEE市镇编码为59484。

## 政治
基耶夫勒尚所属的省级选区为马尔利县。

## 人口

1962-2008年间基耶夫勒尚人口变化图示

基耶夫勒尚于2022年1月1日时的人口数量为6078人。